# Kikači
Kikači (srbsky Кикачи) jsou vesnice nacházející se na severovýchodě Bosny a Hercegoviny v Tuzlanském kantonu. Je součástí opčiny města Kalesija, od něhož se nachází asi 10 km severozápadně. Blízko je také město Tuzla, jehož centrum se nachází asi 13 km severozápadně od vesnice. V roce 2013 žilo ve vesnici 1 804 obyvatel, přičemž počet obyvatel již od roku 1971 pravidelně roste. Naprostá většina obyvatel (99,61 %) se označila při sčítání obyvatel za Bosňáky, pouze pět obyvatel se označilo za Bosňany a národnost dvou lidí zůstala neurčitá.
Kikači leží u břehu řeky Gribaje (pravostranný přítok řeky Spreča). Vesnice se skládá z několika místních částí, jako jsou Gornji Kikači, Kikači, Kundakovići a Polje. Obyvatelstvo je islámsky založené; ve vesnici se nacházejí celkem dvě mešity. Sousedními vesnicemi jsou Babina Luka, Čaklovići Gornji, Čaklovina, Lipovice a Tojšići.